# Zadina
Zadina (en árabe: صدينة‎, en lenguas bereberes: ⵚⴰⴷⴷⵉⵏⴰ, en francés: Saddina) es un municipio marroquí en la región de Tánger-Tetuán-Alhucemas. Desde 1912 hasta 1956 perteneció a la zona norte del Protectorado español de Marruecos.